# Tilioideae
A subfamília das Tilioideae, compreende 3 gêneros e 50 espécies, tendo como centros de dispersão, principalmente, o Brasil (regiões Norte, Sul e Sudeste) e o sul da África, apesar de também presentes em zonas temperadas (Tilia). Pela classificação tradicional de Cronquist, é uma família distinta, Tiliaceae.

## Gêneros
Craigia, Mortoniodendron e Tilia (23 spp.).